# Линдиг
Линдиг (нем. Lindig) — община в Германии, в земле Тюрингия. 
Входит в состав района Заале-Хольцланд. Подчиняется управлению Зюдлихес Залеталь.  Население составляет 256 человек (на 31 декабря 2010 года). Занимает площадь 4,56 км².